# 中国（寿光）国际蔬菜科技博览会
中国（寿光）国际蔬菜科技博览会，简称蔬菜博览会、寿光菜博会或菜博会，创办于2000年，是中国于国务院登记备案，并由商务部批准举办的国际性专业蔬菜展会，集产品展销、经贸洽谈、科技推广、观光旅游为一体，至今已成功举办26届。

## 历史与沿革
2000年4月20日，第一届中国（寿光）蔬菜博览会在原寿光蔬菜批发市场开幕。厅内面积3500平方米，设150个标准展位。展会共签定协议合同项目230个，签约额11.9亿元；贸易合同8个，贸易额10亿元。同时，参观展会的游客络绎不绝，使得原定的7天会期延长为18天。
首届菜博会取得巨大成功，随之而来的便是展示规模的扩大。此时，原有的寿光蔬菜批发市场已不能满足办展需求，市政府随即决定于2000年秋在洛城建立蔬菜高科技示范园。2001年4月20日，第二届中国（寿光）国际蔬菜博览会在新建的寿光市蔬菜高科技示范园开幕。主展区总展览面积达3.3万平方米，厅内面积扩大到6700平方米，设500个室内外展位。展会共签约项目75个，签约额18亿元；签定贸易合同34个，贸易额15亿元。本届菜博会亦成为国内规模最大的蔬菜专业展会。
2002年4月20日，第三届中国（寿光）国际蔬菜科技博览会在寿光市蔬菜高科技示范园开幕。本届菜博会首次将“科技”二字写入大会名称中，亦是中国加入世界贸易组织之后举办的首个农业专业展会。主展区总展览面积扩大到8万平方米，设900余个室内外展位。展会共签订合同、协议92个，签约额32亿元，贸易额20亿元。
2003年4月20日，第四届中国（寿光）国际蔬菜科技博览会在寿光市蔬菜高科技示范园开幕。尽管受“非典”影响，本届菜博会于4月30日提前闭馆，但依旧取得了良好的效果。主展区总展览面积扩大到10万平方米，共签订合资、合作及独资项目76个，总投资额达42.78亿元，引资额37.38亿元，贸易额27亿元。
2004年4月20日，第五届中国（寿光）国际蔬菜科技博览会在寿光市蔬菜高科技示范园开幕。主展区共设1000个室内外展位，并扩大了实地种植和蔬菜景点制作。展会共签订合同、协议77个，签约额52亿元，贸易额31亿元。从本届开始，菜博会正式被商务部批准为年度例会。
2005年举办的第六届菜博会，主展区总展览面积扩大到15万平方米，厅内面积扩大到5万平方米，设1200余个室内外展位，参会参展人数首次突破100万人次，签约额突破90亿元，贸易额突破150亿元。2006年举办的第七届菜博会，展示规模进一步扩大，主展区室内展览面积扩大到7万平方米，设1500个室内外展位，并首次设立“药用蔬菜厅”和“花卉厅”，参会参展人数突破130万人次。从本届菜博会开始，会期由原来的18天延长至31天。
2007年举办的第八届菜博会，主展区总展览面积扩大到18万平方米，厅内面积扩大到8.5万平方米，并首次将八号展厅定名为蔬菜文化艺术景观展示厅，着力打造生态农业观光旅游，本届展会参会参展人数达146万人次，签约额89亿元，贸易额178亿元。伴随着农展馆的投入使用，2008年举办的第九届菜博会主展区总展览面积扩大到35万平方米，厅内面积扩大到12万平方米，设室内外展位2000余个，参会参展人数达152万人次，签约额突破130亿元，贸易额突破200亿元。
2009年举办的第十届菜博会，植物工厂、管道栽培等新技术首次亮相，参会参展人数达171万人次，签约额106亿元，贸易额161亿元，蔬菜高科技示范园被国家旅游局正式授牌为国家4A级旅游景区。2011年举办的第十二届菜博会，总面积达2万平方米的采摘园正式投入使用，厅内面积扩大到15万平方米，参会参展人数首次突破200万人次。2012年举办的第十三届菜博会，磁悬浮蔬菜种植、机器人自动化采摘等新技术首次亮相，参会参展人数达212万人次，签约额381亿元，贸易额161亿元。
2013年举办的第十四届菜博会，九号、十号展厅正式投入使用，主展区总展览面积扩大到45万平方米，厅内面积扩大到16万平方米，参会参展人数达216万人次，签约额372亿元，贸易额162亿元。从本届菜博会开始，每年5月8日—5月20日将会同步举办中国（寿光）文化产业博览会，菜博会会期亦从原来的31天延长至41天。
2015年举办的第十六届菜博会，重新翻建的三号、四号展厅正式投入使用，原四号展厅更名为十一号展厅，展示规模进一步扩大，参会参展人数达219万人次，签约额222亿元，引资额190亿元，贸易额160亿元。2016年4月20日，第十七届中国（寿光）国际蔬菜科技博览会在寿光市蔬菜高科技示范园开幕。同年4月30日，寿光市首个大型城市综合体——全福元中心正式开业，全面开启寿光商业新纪元。
2018年，菜博会正式加入国际展览业协会（UFI），成为大中华地区唯一的蔬菜科技领域UFI认证展览。2019年4月20日，第二十届中国（寿光）国际蔬菜科技博览会在寿光市蔬菜高科技示范园开幕。本届菜博会改进了检票方式，由原来的「一馆一检」变为「一票通」，大幅提高通行效率。
2020年，第二十一届菜博会的筹备工作如期进行。受2019冠状病毒病疫情影响，菜博会各展馆暂无法对外开放。4月8日，菜博会组委会办公室发布通知，决定第二十一届中国（寿光）国际蔬菜科技博览会改为「网上办会」，会期仍为4月20日至5月30日，展馆对外开放时间则视疫情形势而定。此外，本届菜博会还同期在寿光蔬菜小镇举办2020中国（寿光）国际蔬菜种业博览会。4月20日，第二十一届中国（寿光）国际蔬菜科技博览会暨2020中国（寿光）国际蔬菜种业博览会在寿光蔬菜小镇开幕，山东卫视、寿光电视台、今日头条、抖音、新华社客户端、寿光云APP等平台对开幕式进行了直播。5月16日，菜博会各展馆恢复对外开放，并以预约、限流等方式做好疫情防控。
2021年4月20日，第二十二届中国（寿光）国际蔬菜科技博览会暨2021中国（寿光）国际蔬菜种业博览会在寿光市蔬菜高科技示范园开幕。本届菜博会为疫情防控常态化之后的首届菜博会，以线上线下同步举办的方式进行，并采用线上预约实名购买电子票的购票方式，游客需提前24小时预约购票，检票以身份证验证或扫描手机二维码的形式进行。此外，寿光市民可在五一假期后持本人身份证免费入园参观。
2022年4月20日，第二十三届中国（寿光）国际蔬菜科技博览会暨2022中国（寿光）国际蔬菜种业博览会在寿光市蔬菜高科技示范园开幕。本届菜博会对部分展馆主题与布局进行了调整，原十一号馆更名为三号馆，即「农事体验馆」；原三号、四号馆合并为四号馆，在之前的「南国风情」、「沙漠绿洲」两个主题的基础上新增迷你驾校、月牙泉垂钓、儿童滑沙等亲子互动娱乐项目；六号馆由专业展览举办馆调整为「药蔬同源科普馆」。为适应疫情防控新形势，本届菜博会以线下布展、线上参观的形式举行，会期仍为4月20日至5月30日。展会期间，中国移动全景VR线上参观人次达820万，实现协议、意向投资额突破200亿元，媒体总曝光量达6.3亿，同时以线上形式举办了2022潍坊寿光首届预制菜全产业链博览会。
2023年4月20日，第二十四届中国（寿光）国际蔬菜科技博览会在寿光市蔬菜高科技示范园开幕，2023中国（寿光）国际蔬菜种业博览会·春季品种展示交易会在丹河设施蔬菜标准化生产示范园同期举办。本届菜博会全面恢复线下参观，创新推出了夜游项目和精灵丛林艺数馆项目。通过声光电与蔬菜园艺结合，在5、7、8、10号馆增设灯光，开发菜博会期间和会期以外的时间，充分利用室内展厅和室外广场，策划“夜游菜博会·蔬菜嘉年华”沉浸式夜游系列活动，打造“夜游”“夜娱”“夜购”于一体的城市夜间文旅新业态。同时，利用声光影、VR、虚拟空间等手法，全新打造了“一天零一夜”精灵丛林艺数馆，可为游客开启一场特色独具、研学结合、北方独有的沉浸式森林奇幻之旅。
2024年4月20日，第二十五届中国（寿光）国际蔬菜科技博览会、2024寿光设施蔬菜园区发展大会、2024寿光蔬菜种业春季博览会在寿光市蔬菜高科技示范园开幕，展会在寿光市蔬菜高科技示范园和丹河设施蔬菜标准化生产示范园共同举办。本次展会联合寿光与各地合作共建的农业园区进行连线互动、同步开展，在浙江衢州、新疆昆玉、重庆开州、湖北黄冈、山西大同五地设立分会场。本届菜博会重新规划了园区展位布局和游览路线，主检票口由5、6号馆南侧前移至一号馆南广场，可参观面积扩大近一倍，并将五号馆与七号馆西侧进行了连通，重新设计的美食步行街也在本届菜博会正式启用。此外，本届菜博会在会期内举办国际农产品展，并将六号馆全新打造为「国际馆」，集中展示韩国、俄罗斯、巴基斯坦等国家的特色农产品，采摘园在本届菜博会暂停对外开放。
2025年4月20日，第二十六届中国（寿光）国际蔬菜科技博览会在寿光市蔬菜高科技示范园开幕。本次展会在乌兹别克斯坦和河北雄安新区、广西巴马、安徽岳西、新疆喀什、江西瑞昌五地设立分会场，寿光市内亦设立多个分展区，形成“主会场＋卫星展”的产业矩阵效应，助力“寿光模式”走向世界。本届菜博会在三号馆打造了“超元VR·火星馆”，运用虚拟现实、实时渲染等技术构建沉浸式农业未来场景，游客可通过体感交互体验星际种植的科技魅力。同时，原采摘园南区调整为展示现代花卉园艺的“花博苑”并重新对外开放，北区调整为面向中小学生开展研学课程的“蔬香裡研学馆”。

## 展览内容
菜博会集产品展销、经贸洽谈、科技推广、观光旅游为一体，主要展览内容包括精品农资农具、蔬菜及相关产业的种子种苗、最具推广价值的蔬菜品种、蔬菜前沿栽培技术及蔬菜文化艺术景观等。此外，在菜博会期间，大会组委会还将举办中国（寿光）文化产业博览会、台湾农产品精品展、中国盆景精品邀请展等一系列“展中展”、“会中会”活动。

## 历届主题
- 第一届（2000年4月20日—5月7日）：展示蔬菜之乡风采，加强技术交流合作，创造繁荣交易环境，倡导绿色市场文明
- 第二届（2001年4月20日—5月7日）：共享绿色，架起交流合作、发展桥梁
- 第三届（2002年4月20日—5月7日）：绿色与科技
- 第四届（2003年4月20日—4月30日）：绿色与科技
- 第五届（2004年4月20日—5月7日）：绿色与科技
- 第六届（2005年4月20日—5月7日）：绿色·科技·未来
- 第七届（2006年4月20日—5月20日）：绿色·科技·未来
- 第八届（2007年4月20日—5月20日）：绿色·科技·未来
- 第九届（2008年4月20日—5月20日）：现代·科技·希望
- 第十届（2009年4月20日—5月20日）：绿色·科技·创新·发展
- 第十一届（2010年4月20日—5月20日）：绿色·科技·发展·共享
- 第十二届（2011年4月20日—5月20日）：绿色·科技·未来
- 第十三届（2012年4月20日—5月20日）：绿色·科技·未来
- 第十四届（2013年4月20日—5月30日）：绿色·科技·未来
- 第十五届（2014年4月20日—5月30日）：绿色·科技·未来
- 第十六届（2015年4月20日—5月30日）：绿色·科技·未来
- 第十七届（2016年4月20日—5月30日）：绿色·科技·未来
- 第十八届（2017年4月20日—5月30日）：绿色·科技·未来
- 第十九届（2018年4月20日—5月30日）：绿色·科技·未来
- 第二十届（2019年4月20日—5月30日）：绿色·科技·未来
- 第二十一届（2020年4月20日—5月30日）：绿色·科技·未来
- 第二十二届（2021年4月20日—5月30日）：绿色·科技·未来
- 第二十三届（2022年4月20日—5月30日）：绿色·科技·未来
- 第二十四届（2023年4月20日—5月30日）：绿色·科技·未来
- 第二十五届（2024年4月20日—5月30日）：绿色·科技·未来
- 第二十六届（2025年4月20日—5月30日）：绿色·科技·未来

## 交通
寿光的2路公交车直接往返于市区与主会场之间，从汽车站发车，途径健康街、晨鸣路、圣城街，直达主会场。早班6:30发车，公交车班次间隔9—15分钟左右。此外，菜博会期间还将设立往返于主会场与全福元百货（老汽车站，今寿光游客集散中心）之间的专线。